# ぱられる
『ぱられる』は、小林俊彦によるラブコメディ漫画作品。

## 概要
『マガジンSPECIAL』（講談社）誌上において2000年8号から2002年1号まで連載されていた。また番外編として「ぱられるEX（えくすとら）」（単行本4巻に収録）が兄弟誌である『週刊少年マガジン』2001年39号に掲載された。単行本はKCマガジンコミックスより全4巻。
広島県尾道市を舞台に、互いの親の再婚によって突如姉弟となり、2人きりで同居する事となった猫田信之介と星野桜の二人を中心とした恋愛模様が描かれる。タイトルの『ぱられる』は、くっつきそうでくっつかない2人の関係を平行線に例えて担当編集が考案した。
本作は「尾道市を舞台に、思春期の男女が親不在の家で同居する」という大枠の設定を引き継いだ上で、次作『ぱすてる』としてリメイクされており、作中のエピソードの多くはアレンジの上で『ぱすてる』の中にも登場している。

## あらすじ
いつも喧嘩をしており、仲が悪いと評判の猫田信之介と星野桜。しかし猫田の行動は好きな気持ちの裏返しであった。意を決し遂に告白をした猫田であったが星野の答えは Yes でも No でもなく「無理だよ」。失意のもと帰宅した猫田に対し、父は星野の母親と再婚する事を告げる。星野の「無理」は姉弟となる事を知っていたからであった。再婚の予定だけを告げ、共に演奏家である父母はすぐに演奏旅行へと旅立ち、猫田と星野の二人きりの生活がはじまる。一方の星野も、母を思い自分の気持ちを隠していたが猫田の事を好いており、共同生活の中で二人の距離は近づいていく。演奏旅行から帰って来た両親は結婚と言う形にこだわらない事を星野に告げ、星野は猫田の告白を受け入れる。

## 登場人物

### 主要人物
猫田 信之介（ねこた しんのすけ）
本作の主人公の中学3年生。野球部のエースであり、結構人気はある。勉強は苦手。母は幼い頃に亡くなっており、5歳までを祖母の家ですごし、以降父親と二人で暮らしている。クラスの男子のリーダーの様な存在で、女子と対立の筆頭に経っている。バイオリン奏者の父が星野の母と再婚し星野と姉弟となる事となったが、入籍は済んでおらずまだ姉弟とはなっていない。
幼い頃に星野に初めて会った時に一目惚れをするも、好きが故につい意地悪をしてしまいいつも喧嘩している二人として有名になっている。告白をし、姉弟となる事を理由に断られて以降も星野の事を一途に思い続けており、なんとか本当に姉弟となる前に付き合いたいと思っている。
星野 桜（ほしの さくら）
本作のヒロインで中学3年生。学年トップレベルの成績で頭がよくて見た目も大変可愛いいため、1つ下の学年にはファンクラブがある。女子のリーダー的な存在で、猫田の悪戯等に対して真っ先に反抗して行く。チェロ奏者の母が猫田の父と再婚する事になった為に、猫田家へと引っ越してくる事となる。幼い頃に両親が離婚し、母に引き取られている。自身も猫田の事が好きでありながら、母の幸せを願い自分の気持ちを押し殺す優しい性格。

### 中学生
北村 （きたむら）
猫田達のクラスメートで親友。猫田と同じく野球部に所属している。頭が良くてスポーツマンで顔も良く金持ちという完璧な人間。星野の事が好きで猫田に橋渡し役を頼むが、猫田の気持ちに気付き身を引いている。その後、西川と付き合う。
西川（にしかわ）
猫田達のクラスメートで、星野の親友。夏休みから北村と付き合い始める。演劇マニアであり、桃子の事を知っていた。
相原 理奈（あいはら りな）
猫田達よりも一学年下の野球部マネージャー。可愛いため野球部の中でも人気がある。猫田の事が好きで積極的にアピールをして来る。星野が作った料理を自分が作ったと言う等、ずる賢い一面もある。

### その他
春野 桃子（はるの ももこ）
通称桃ちゃん。桜の4つ上の姉で、親が離婚した際に父親に引き取られている。突如猫田家に恋人と一緒にやって来るが、恋人に金品を持ち逃げされる。マイペースな上すちゃらかな性格のため様々なトラブルを巻き起こす。実は知る人ぞ知る舞台女優でかなりの演技力を誇る。
倉敷 銀次（くらしき ぎんじ）
今売り出し中の劇団ブラックBOXの演出家。気になる女の子にはいきなりスカートめくりをして反応を見るのが癖。スターになる才能があると桜をスカウトする。
菅野 塔子（かんの とうこ）
バアちゃんの家の近くに住む、猫田の幼馴染み。小さい頃は名前と日焼けした姿からでカリントウ子と呼ばれていたが、すっかり女らしく成長している。幼い時に猫田と結婚の約束をしており、今でも猫田の事が好き。優しい性格で、何かと用事を作ってはバアちゃんの様子をうかがいに来る。ど田舎で警察も殆どいない事から、無免許で父のバイクを乗り回している。
バアちゃん
猫田の祖母で、5歳まで信之介を育てた母親変わりでもある。バスが1時間に1本の、超が3つつくくらいの田舎に住んでいる。
矢吹 マリ（やぶき - ）
猫田の先輩で、野球部の2つ上のマネージャーだった人。猫田がバイトで訪れた民宿の姪であった為バイト先で再会する。部活が終わった後も1人練習する姿を見て猫田に惚れており、再会を機に猫田に告白をする。「ぱられるEX」にのみ登場。

## 書誌情報
- 小林俊彦『ぱられる』講談社〈KCマガジンコミックス〉
  1. 2001年2月16日初版発行、ISBN 978-4-06-312941-0
  2. 2001年7月17日初版発行、ISBN 978-4-06-312997-7
  3. 2001年11月16日初版発行、ISBN 978-4-06-313047-8
  4. 2002年2月15日初版発行、ISBN 978-4-06-313080-5